# Das Schwergewicht
Das Schwergewicht ist eine Filmkomödie aus dem Jahr 2012 von dem Regisseur Frank Coraci mit dem Hauptdarsteller Kevin James. Der Film feierte am 9. Oktober 2012 seine Premiere in New York. Der deutsche Kinostart war am 8. November 2012.

## Handlung
Der 42 Jahre alte Scott Voss, ehemaliger College-Ringer, arbeitet als Biologielehrer an einer Highschool in Boston, Massachusetts. Zehn Jahre zuvor war Scott Voss „Lehrer des Jahres“, ist mittlerweile durch das Schulsystem jedoch demotiviert. So engagiert er sich auch kaum für die Belange der Schule oder versucht den Unterricht spannend zu gestalten.
Als er erfährt, dass die Schule aufgrund von Budgetkürzungen alle lehrplanfremden Aktivitäten, darunter das Musikprogramm, streichen muss, beginnt er nach einer Möglichkeit zu suchen, Geld für die Fortführung des Programms aufzutreiben, da sonst der Musiklehrer Marty Strep (dessen Frau ein Kind erwartet) seine Anstellung verlieren würde; zur Rettung werden 48.000 Dollar benötigt.
Zunächst arbeitet Voss zusätzlich in der Abendschule als Lehrer in einem Integrationskurs, in dem sich Einwanderer auf den Staatsbürgerschaftstest vorbereiten. Dort lernt er den niederländischen Fitnesstrainer Niko kennen, der unter anderem auch Mixed Martial Arts unterrichtet. Durch die hohen Kampfgagen motiviert, fängt Voss an, nebenbei als Mixed-Martial-Arts-Kämpfer zu arbeiten, um das nötige Geld für die Schule auf eigene Faust zu verdienen.
Anfangs von seinen Kollegen und Bekannten für verrückt gehalten, gelingt es ihm bald, seine Schüler und das Lehrerkollegium hinter sich zu bringen. Darüber hinaus findet er selbst auch wieder Motivation, seinen Schülern einen spannenden Unterricht zu bieten und seine Schüler wieder zu begeistern. Es gelingt ihm auch, eine Beziehung zu der Schulkrankenschwester Bella Flores aufzubauen, mit der er seit Jahren vergeblich versucht hatte, sich zu verabreden.
Als sich ihm durch Joe Rogan und Dana White die Chance bietet, in der UFC-Liga zu kämpfen, wo bereits der Verlierer eines Kampfes mit 10.000 Dollar honoriert wird, sieht er seine Chance, den letzten fehlenden Rest des Betrages zur Rettung von Martys Job aufzubringen.
Am Abend vorher erfährt er im Veranstaltungsort Las Vegas telefonisch von Bella, dass der Konrektor Elkins seit Jahren Gelder der Schule unterschlägt und der mühsam erkämpfte Fonds nun leer ist. Es besteht nun nur noch die Möglichkeit, den Kampf und dadurch 50.000 Dollar zu gewinnen.
Entgegen allen Erwartungen gewinnt er nach zwei chancenlosen Runden in der dritten Runde durch K. o. gegen den haushohen Favoriten Ken „der Scharfrichter“ Dietrich den Kampf und rettet damit das Musikprogramm und Martys Job.
In der Schlussszene sieht man die Feierlichkeiten, wie die von Scott unterrichtete Klasse den Einbürgerungstest bestanden hat und vereidigt wird.

## Hintergrund
- Der Regisseur Frank Coraci saß nicht nur auf dem Regiestuhl, sondern ist auch als Nebendarsteller im Film zu sehen.[4]
- Der Hauptdarsteller Kevin James wirkte auch als Produzent und Drehbuchautor an dem Film mit.[4]
- Die UFC-Kämpfer Chael Sonnen, Wanderlei Silva und Jason Miller haben im Film einen kurzen Gastauftritt, ebenso die UFC-Kommentatoren Joe Rogan und  Mike Goldberg sowie der Ringrichter Herb Dean. Zudem wird der Kampf als Co-Hauptkampf für die real stattgefundene Veranstaltung UFC 131 (Junior dos Santos vs. Shane Carwin) angepriesen.

## Trivia
Der Name Scott Voss tauchte auch in King of Queens bereits auf: in der Episode Der Kapernkrieg, als Kevin James als Doug Heffernan versucht, seine verschlossene Autotür zu öffnen. Ein Mann in einem Lieferwagen bietet ihm seine Hilfe an. Als er weiterfährt, sieht man auf dem Lieferwagen die Beschriftung „Scott Voss – Locksmith“.

## Rezeption
Das Schwergewicht erhielt bei Rotten Tomatoes eine Durchschnittsbewertung von 39 % gemessen an 95 Bewertungen.

„Die routiniert inszenierte Komödie lebt vor allem von der Präsenz ihres Hauptdarsteller Kevin James, variiert aber ebenso geschickt den Gedanken, dass es auf das Engagement jedes Einzelnen ankommt. Im schalen Finale dominieren dann jedoch die herkömmlichen Standards des US-Sportfilm-Genres.“